# Edward Kucharski
Edward Kucharski ps. „Kosterski”, nazwisko konspiracyjne Zygmunt Borkowski (ur. 13 maja 1911 w Mojówce, pow. jampolskim, zm. 1 sierpnia 1944 w Warszawie) – polski lekkoatleta, podporucznik Armii Krajowej.

## Życiorys
Ukończył naukę w Gimnazjum Męskim Aleksego Zimowskiego w Łodzi (1933), a następnie Dywizyjny Kurs Podchorążych Rezerwy w 28. Pułku Strzelców Kaniowskich (1933–1934), gdzie osiągnął stopień podporucznika rezerwy piechoty. Następne przeszkolenia przeszedł w 1936 i 1937 roku. W latach 1929–1936 uprawiał lekkoatletykę w IKP Łódź. Pod koniec lat 30. XX w. zamieszkał w Warszawie. Podczas II wojny światowej służył w Armii Krajowej. Od początku wojny był zaangażowany w konspirację. Podczas powstania warszawskiego służył w batalionie „Kiliński”, 4. kompanii „Watra”, w plutonie 171, którego był dowódcą. Zginął pierwszego dnia powstania na ul. Leszno podczas ataku na koszary zajmowane przez oddziały wschodnie w służbie niemieckiej.
Pochowano na Cmentarzu Wojskowym na Powązkach (kwatera: B24, rząd 3, miejsce 6).

### Życie prywatne
Był synem Kazimierza Kucharskiego i Natalii domu z Lipieckiej.

## Upamiętnienie
Jego nazwisko znajduje się na murze pamięci przy Muzeum Powstania Warszawskiego (kolumna: 159 miejsce: 39)

## Rekordy życiowe
- skok w dal – 6,905 m (13 sierpnia 1933 w Łodzi),
- skok o tyczce – 3,20 m (29 maja 1933 w Łodzi)[1].

## Odznaczenia
- Krzyż Srebrny (V klasy) Orderu Virtuti Militari[2]